# 田辺あゆみ
田辺 あゆみ（たなべ あゆみ、1978年2月21日 - ）は日本のファッションモデル。東京都町田市生まれ。エナジーモデルエージェンシー所属。

## 人物・来歴
夫は写真家の藤代冥砂。2005年に長男を出産。
10代の頃からファッション雑誌やCM、ファッションショーなどでモデルとして活動。16歳の頃に単身でパリに渡り、パリ・コレクション等でも活躍。
またモデル活動のほかに、執筆活動もしており、著書に「ナマケモノのひるね」がある。
2011年4月6日、「子供の命を守るため」に沖縄に移住することを自らのブログで発表。以後、沖縄在住。

## 主な出演

### CM
- キユーピーハーフ（キユーピー）
- 水分ヘアパック（資生堂）
- ANESSA（資生堂）
- スバル・インプレッサ
- 紅茶花伝（コカコーラ）

### 雑誌
- 装苑
- 流行通信
- GINZA
- VOGUE
- ELLE JAPON
- 月刊クーヨン（連載）

### ショー
東京コレクション
- UNDER COVER
- KEITA MARUYAMA
- ツモリチサト
- KYOICHI FUJITA

パリコレクション
- シャネル
- クリスチャン・ディオール
- KENZO
- ジョン・ガリアーノ
- ヴィヴィアン・ウエストウッド

## 書籍

### 写真集
- もう、家に帰ろう（ロッキングオン刊、ISBN 4860520351）　夫・藤代冥砂撮影のプライベート写真集

### 著書
- ナマケモノのひるね（KKベストセラーズ刊、ISBN 458418898X ）　ファーストエッセイ集